# ليليان روث
ليليان روث (بالإنجليزية: Lillian Roth)‏ هي مغنية وممثلة أمريكية، ولدت في 13 ديسمبر 1910 في الولايات المتحدة، وتوفيت في 12 مايو 1980 بنيويورك في الولايات المتحدة بسبب نزف مخي. بدأت مشوارها المهني سنة 1917.

## أعمال

### أفلام
- (1929) موكب الحب

## وصلات خارجية
- ليليان روث على موقع IMDb (الإنجليزية)
- ليليان روث على موقع ألو سيني (الفرنسية)
- ليليان روث على موقع ميوزك برينز (الإنجليزية)
- ليليان روث على موقع أول موفي (الإنجليزية)
- ليليان روث على موقع قاعدة بيانات برودواي على الإنترنت (الإنجليزية)
- ليليان روث على موقع قاعدة بيانات الأفلام السويدية (السويدية)
- ليليان روث على موقع إن إن دي بي (الإنجليزية)
- ليليان روث على موقع ديسكوغز (الإنجليزية)
- ليليان روث على موقع قاعدة بيانات الفيلم (الإنجليزية)
- ليليان روث على موقع كينوبويسك (الروسية)